# Verbesininae
Verbesininae es una subtribu de la tribu Heliantheae, familia de  las asteráceas. Contiene los siguientes géneros:

## Géneros
- Podachaenium
- Squamopappus
- Tetrachyron
- Verbesina